# Sân bay Ghadames
Sân bay Ghadames (IATA: LTD, ICAO: HLTD) là một sân bay ở Ghadames, Libya.

## Hãng hàng không và điểm đến
| Hãng hàng không | Các điểm đến   |
| --------------- | -------------- |
| Libyan Airlines | Tripoli–Mitiga |